# Los ocho inmortales

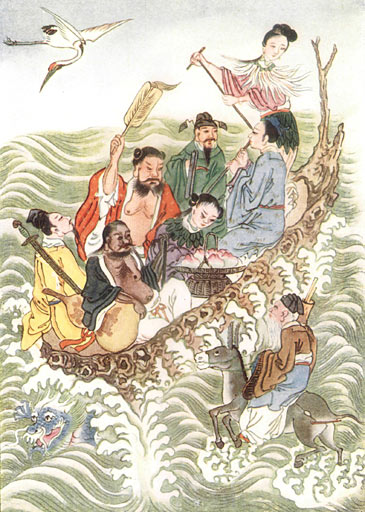
Los Ocho Inmortales cruzando el mar, en 'Mitos y leyendas de China' (1922), de E. T. C. Werner. En el bote, siguiendo el sentido de las agujas del reloj y empezando por la esquina superior derecha: He Xiangu, Han Xiang Zi, Lan Caihe, Li Tieguai, Lü Dongbin, Zhongli Quan y Cao Guojiu. Fuera del bote, Zhang Guo Lao.

Los ocho inmortales (en chino, 八仙; pinyin, Bāxiān; Wade-Giles, Pa Hsien) son un grupo de deidades de la mitología china, según la cual existieron terrenalmente y nacieron durante las dinastías Tang o Song, practicando las técnicas de la alquimia y los métodos de inmortalidad oriental (entendiéndose como la obtención de una vida extremadamente larga) hasta alcanzar la verdadera inmortalidad final mediante el Tao. 
Fueron descritos por primera vez durante la dinastía Yuan y en la literatura occidental anterior a los años 1970 se les conoce a veces como "Los Ocho Genios". Son adorados dentro del taoísmo, pero también en la cultura china popular.
Los miembros del grupo rara vez aparecen por separado y los poderes de cada uno de ellos pueden ser transferidos a sendos utensilios que pueden dar la vida o destruir el mal y que son conocidos como An Baxian (暗八仙, Àn Bāxiān, "Los Ocho Inmortales Escondidos"). En chino dan nombre a la hortensia (八仙花，Bāxiān huā, "Flor de los Ocho Inmortales").

## Los Ocho Inmortales
Los Ocho Inmortales son:
- Lü Dongbin
- Lan Caihe
- Zhang Guo Lao
- He Xiangu
- Li Tieguai
- Han Xiangzi
- Zhongli Quan
- Cao Guojiu

## Literatura
Los Ocho Inmortales han servido de base a muchas obras de arte, tanto en el campo de la escultura como en la pintura o en la literatura. Dentro de este último destaca El viaje hacia el este de los Ocho Inmortales (八仙出处东游记, 八仙出處東游記, Bāxiān chū chù dōng yóu jì) de tiempos de la dinastía Ming.
También en esa época se escribió, por un autor anónimo, Los Ocho Inmortales cruzan el mar (八仙过海, 八仙過海, Bāxiān guò hǎi), donde se narra su viaje para asistir a la fiesta de aniversario de la diosa Xi Wangmu, llamada Encuentro del melocotonero de la Inmortalidad (蟠桃会, 蟠桃會, pán táo huì). Al llegar al mar, en vez de utilizar sus nubes para cruzar, Lü Dongbin sugiere que unan sus poderes para atravesar las aguas. De aquí proviene el proverbio chino "los Ocho Inmortales cruzan el mar, cada uno revela su poder divino" (八仙過海 各顯神通, 八仙过海 各显神通, Bāxiān guò hǎi gè xiǎn shén tōng), utilizado en las situaciones en que todo el mundo ofrece sus habilidades para conseguir una meta común.
Cada uno de los inmortales representa una faceta de la sociedad china y por ende la historia de "los ocho inmortales cruzan el mar" representa las tareas que puede cumplir la nación cuando hay armonía entre cada una de sus partes. Los grupos que representan se ven claramente en la biografía de cada uno. Zhongli Quan representa a los militares; Lü Dongbin a los burócratas; Li Tieguai a los enfermos y heridos; Han Xiangzi a los sabios; Cao Guojiu representa a la nobleza; Zhang Guo Lao a los ancianos; Lan Caihe a los pobres y He Xiangu a las doncellas.

## Culto a los Ocho Inmortales
En Xi'an existe un templo de la dinastía Song llamado el Palacio de los Ocho Inmortales (八仙宫, 八仙宮, bāxiān gōng ), llamado antes el Templo de los Ocho Inmortales (八仙庵, Bāxiān ān ), donde se pueden ver sus estatuas en la Sala de los Ocho Inmortales (八仙殿, Bāxiān diàn). En Muzha (木栅, 木柵, Mùzhà), en Taipéi (Taiwán) está el Palacio del Sur (南宫, 南宮, Nángōng), conocido como el Templo de los Ocho Inmortales (八仙廟, Bāxiān miào ).

## Otro grupos deOcho Inmortales
En la mitología e historia chinas han existido otros grupos de ocho personas denominados como inmortales, como por ejemplo:
- Los Ocho Inmortales del vino
- Los Ocho Inmortales de Huainan
- Los Ocho Inmortales de Sichuan
- Los Ocho Inmortales del Partido Comunista Chino